# Phiditia scriptigera
Phiditia scriptigera är en fjärilsart som beskrevs av Paul Dognin 1916. Phiditia scriptigera ingår i släktet Phiditia och familjen silkesspinnare. Inga underarter finns listade i Catalogue of Life.